# Lerotholi Polytechnic FC
El Lerotholi Polytecnic es un equipo de fútbol de Lesoto que milita en la Segunda División de Lesoto, la segunda liga de fútbol más importante del país.

## Historia
Fue fundado en el año 1906 en la capital Maseru llamado así por la institución terciaria de la capital creada durante el mandato del Rey Lerotholi II.
Es uno de los equipos de fútbol más viejos de Lesoto, pero a pesar de ello, nunca han sido campeones de la máxima categoría, la cual han jugado por última ocasión en la temporada 2010/11. Solo cuenta con un título de copa en su historia.
A nivel internacional han participado en 1 torneo continental, en la Recopa Africana 1997, en la que fueron eliminados en la primera ronda por el Nchanga Rangers de Zambia.

## Palmarés
- Copa de Lesoto: 1

1995/96

## Participación en competiciones de la CAF
| Temporada | Torneo          | Ronda      | Club                | Casa | Visita | Global |
| --------- | --------------- | ---------- | ------------------- | ---- | ------ | ------ |
| 1997      | Recopa Africana | Preliminar | Township Rollers FC | 2-0  | 0-1    | 2-1    |
| 1997      | Recopa Africana | 1          | Nchanga Rangers     | 0-1  | 0-5    | 0-6    |